# 월터 크라이슬러
월터 퍼시 크라이슬러(Walter Percy Chrysler, 1875년 4월 2일 ~ 1940년 8월 18일)는 미국의 자동차 회사인 크라이슬러의 창립자이다.
철도기기 공장에서 사회 생활을 시작해 아메리카기관차회사 공장장, 뷰익자동차회사 관리자를 거쳐 1916년 뷰익의 사장이 되었다. 그리고 뷰익을 GM의 가장 유력한 브랜드로 만든 뒤 1919년에 사임했다.
이후 윌리스 오버랜드와 맥스웰자동차회사의 경영관리를 떠맡은 뒤 1925년 맥스웰자동차회사를 자신의 이름을 본따 크라이슬러로 개편했다. 그리고 크라이슬러가 직접 설계한 자동차를 생산했는데 고압축 엔진을 특징으로 한 자동차를 생산해 큰 성공을 거두었고 맥스웰 자동차는 더 이상 생산되지 않았다.
1928년 닷지 브라더스사를 매입했고 1929년 후반 포드, 시보레 등의 자동차와 경쟁을 위해 플리머스 브랜드(2001년에 폐기)를 시장에 선보였고 이후 크라이슬러사는 미국 자동차 산업 분야의 주요 기업이 되었다. 1937년에 자서전인 《한 미국 노동자의 삶》을 출간했다.
1940년 65세의 나이로 미국 뉴욕주 그레이트넥에서 세상을 떠났다.